# Бенин на Светском првенству у атлетици на отвореном 2019.
Бенин је шеснаести пут учествовао на 17. Светском првенству у атлетици на отвореном 2019. одржаном у Дохи од 27. септембра до 6. октобра. Репрезентацију Бенина представљале су 2 атлетичарке која се такмичиле у 2 дисциплине.,.
На овом првенству Бенин није освојио ниједну медаљу али је оборен један национални рекорд. У табели успешности према броју и пласману такмичара који су учествовали у финалним такмичењима (првих 8 такмичара) Бенин је са 1 учесником у финалу делио 66. место са 1 бодом.
| Плас. | Земља | 1. место | 2. место | 3. место | 4. место | 5. место | 6. место | 7. место | 8. место | Бр. финал. | Бод. |
| ----- | ----- | -------- | -------- | -------- | -------- | -------- | -------- | -------- | -------- | ---------- | ---- |
| =66.  | Бенин | 0        | 0        | 0        | 0        | 0        | 0        | 0        | 1        | 1          | 1    |

## Учесници
Жене:
- Ноелије Јариго — 800 метара
- Отили Ахоунваноу — Седмобој

## Резултати

### Жене
| Атлетичарка    | Дисциплина | Лични рекорд | Квалификације | Квалификације | Полуфинале | Полуфинале | Финале                | Финале       | Детаљи |
| Атлетичарка    | Дисциплина | Лични рекорд | Резултат      | Место         | Резултат   | Место      | Резултат              | Место        | Детаљи |
| -------------- | ---------- | ------------ | ------------- | ------------- | ---------- | ---------- | --------------------- | ------------ | ------ |
| Ноелије Јариго | 800 м      | 1:59,12 НР   | 2:01,19 КВ    | 3. у гр. 4    | 2:00,75    | 5. у гр. 3 | Није се квалификовала | 10 / 40 (41) |        |

#### Седмобој
| Дисциплина    | Отили Ахоунваноу | Отили Ахоунваноу | Отили Ахоунваноу | Отили Ахоунваноу | Отили Ахоунваноу | Отили Ахоунваноу |
| Дисциплина    | Лични рекорд     | Резултат         | Бод.             | Плас.            | Укупно           | Плас.            |
| ------------- | ---------------- | ---------------- | ---------------- | ---------------- | ---------------- | ---------------- |
| 100 м препоне | 13,27            | 13,45            | 1.058            | 11.              | 1.058            | 11.              |
| Скок увис     | 1,78             | 1,77 ЛРС         | 941              | 12.              | 1.999            | 12.              |
| Бацање кугле  | 15,24            | 14,13            | 803              | 6.               | 2.802            | 8.               |
| 200 м         | 24,01            | 24,05            | 976              | 6.               | 3.778            | 7.               |
| Скок удаљ     | 5,94             | 6,00 ЛР          | 850              | 11.              | 4.628            | 9.               |
| Бацање копља  | 46,46            | 46,74 ЛР         | 797              | 7.               | 5.425            | 8.               |
| 800 м         | 2:20,45          | 2:22,89 ЛРС      | 785              | 16.              | 6.210            | 8.               |
| Седмобој      | 6.200            |                  |                  |                  | 6.210 НР, ЛР     | 8 / 16 (20)      |